# Flughafen Poza Rica

i8
i11
i13
Der Flughafen Poza Rica (spanisch Aeropuerto Nacional de Poza Rica oder auch Aeropuerto Poza Rica – El Tajín, IATA-Code: PAZ, ICAO-Code: MMPA) ist ein nationaler Flughafen bei der Großstadt Poza Rica de Hidalgo im Bundesstaat Veracruz im Osten Mexikos.

## Lage
Der Flughafen Poza Rica liegt bei der etwa 10 km von der Golfküste entfernten Stadt Poza Rica de Hidalgo etwa 200 km (Luftlinie) nordöstlich von Mexiko-Stadt in einer Höhe von ca. 151 m. Die bedeutende archäologische Stätte El Tajín befindet sich ungefähr 18 km südöstlich der Stadt.

## Flugverbindungen
Derzeit finden keine Linienflüge statt. Kleinere Chartermaschinen und/oder Hubschrauber können hier landen.

## Zwischenfälle
- Am 25. Januar 1970 flog eine Convair CV-240-2 der mexikanischen Comisión Federal de Electricidad - CFE (Luftfahrzeugkennzeichen XC-DOK) im Anflug auf den Flughafen Poza Rica 6 Kilometer östlich davon gegen den La Vega Hill. Von den 20 Insassen kamen 19 ums Leben, alle vier Besatzungsmitglieder und 15 Passagiere.[2]

## Passagiere
Im Jahr 2012 wurden mehr als 120.000 Passagiere abgefertigt; im Jahr 2019 waren es nur noch etwa 27.000. Infolge der COVID-19-Pandemie ist die Zahl im Jahr 2020 auf etwa 4.000 gesunken.